# Midori (besturingssysteem)
Midori was de codenaam voor een besturingssysteem in managed code, in het geheim ontwikkeld door Microsoft. Volgens rapporten zou het de commerciële opvolger zijn van Singularity, een onderzoeksproject dat in 2003 begon met de bedoeling een betrouwbaar besturingssysteem te bouwen waarvan de kernel, de drivers en de applicaties allemaal in managed code geschreven zijn.
De codenaam Midori dook voor het eerst op in de PowerPoint-presentatie CHESS: A systematic testing tool for concurrent software.
Midori zou volgens geruchten ook een mogelijke opvolger van Microsoft Windows kunnen worden. Het project is beëindigd in 2015.